# La Disparition de Josef Mengele (film)
Cet article concerne le film. Pour le livre, voir La Disparition de Josef Mengele.
Pour plus de détails, voir Fiche technique et Distribution.
La Disparition de Josef Mengele (Das Verschwinden des Josef Mengele) est un film dramatique et historique franco-allemand réalisé par Kirill Serebrennikov et sorti en 2025. Il s'agit d'une adaptation cinématographique du roman éponyme d'Olivier Guez paru en 2017 chez Grasset et lauréat du Prix Renaudot. Le rôle principal du criminel de guerre national-socialiste Josef Mengele est tenu par August Diehl.
Il est présenté au festival de Cannes 2025 à Cannes première.

## Synopsis
Buenos Aires en 1956 : le médecin nazi Josef Mengele vit dans la clandestinité en Argentine. Il y est toléré par les autorités locales, mais la pression se fait de plus en plus sentir pour lui. Lorsqu'Adolf Eichmann est arrêté, Mengele se réfugie au Brésil. Jusqu'à la fin, il reçoit le soutien de sa famille en Allemagne. Celle-ci n'est pas intéressée par le travail de mémoire sur les crimes de Mengele,.

## Fiche technique
- Titre français : La Disparition de Josef Mengele[3]
- Titre original allemand : Das Verschwinden des Josef Mengele[2]
- Réalisation : Kirill Serebrennikov
- Scénario : Kirill Serebrennikov, d'après La Disparition de Josef Mengele d'Olivier Guez
- Photographie : Vladislav Opelyants
- Montage : Hansjörg Weißbrich (de)
- Production : Mélanie Biessy, Julio Chavezmontes, Christopher Cooper, Charles Gillibert, Abigail Honor, Ilya Stewart, Yan Vizinberg, Felix von Boem
- Sociétés de production : CG Cinéma, Lupa Film, Arte France Cinéma, en association avec 3 SOFICA
- Société de distribution : BAC Films (France)[4]
- Format : couleurs - Son Dolby Digital
- Pays de production :  Allemagne (58,01 %),  France (41,99 %)[5]
- Langue originale : allemand
- Genre : drame historique
- Durée : minutes
- Dates de sortie : 
  - France : 20 mai 2025 (festival de Cannes) ; 22 octobre 2025 (sortie nationale)[4]

## Distribution
- August Diehl : Josef Mengele
- David Ruland (de) : Hans Sedlmeier
- Dana Herfurth (de) : Irène Mengele
- Johannes Hegemann : Wolfgang Gerhard
- Sven Schelker : Krug
- Christoph Gawenda : Rudel
- Burghart Klaußner

## Distinctions

### Sélections
- Festival de Cannes 2025 : sélection officielle, Cannes Première